# FC Roskilde
Football Club Roskilde – duński klub piłkarski z siedzibą w mieście Roskilde.

## Historia
Klub został założony w 2004 roku. Zaraz po utworzeniu przystąpił do rozgrywek 2. division (III poziom rozgrywkowy). W sezonie 2007/2008 po raz pierwszy w swojej historii wywalczył awans do 1. division (II poziom rozgrywkowy). W sezonie 2011/2012 zajął w niej 12. miejsce i wrócił do 2. division. W sezonie 2013/2014 FC Roskilde ponownie awansował do 1. division. W sezonie 2019/2020 spadł do 2. division, a w kolejnym do 3. division. W 2022 roku powrócił do 2. division, a dwa lata później do drugiej ligi duńskiej. W sezonie 2024/2025 zajął ostatnie miejsce w 1. division, więc spadł na trzeci poziom rozgrywkowy.

## Stadion
Domowe mecze klub rozgrywa na stadionie o nazwie Roskilde Idrætspark, w Roskilde, który może pomieścić 6000 widzów.

## Reprezentanci kraju grający w klubie
Stan na wrzesień 2023.
| - Jesper Bech - Jan Kristiansen - Rajko Lekic - Anders Møller Christensen - Mikkel Thygesen - Oskar Høybye - Nicolai Vallys | - Bajram Fetai - Atli Danielsen - Finnur Justinussen - Frederik Schram - Simon Richter - Dawda Ngum |

## Skład na sezon 2023/2024
Stan na 31 sierpnia 2023
| Nr | Poz. | Piłkarz                 |
| -- | ---- | ----------------------- |
| 1  | BR   | Marco Brylov            |
| 2  | OB   | Mikkel Hallberg Nielsen |
| 3  | OB   | Oliver Juul             |
| 4  | OB   | Oliver Schkolnik        |
| 5  | OB   | Andreas Chabert         |
| 6  | PO   | Nicklas Halse           |
| 7  | NA   | Emil Nielsen            |
| 8  | PO   | Simon Holden            |
| 10 | NA   | Roni Arabaci            |
| 11 | NA   | Malte Karoli            |
| 12 | OB   | Nichlas Vesterbæk       |

| Nr | Poz. | Piłkarz               |
| -- | ---- | --------------------- |
| 14 | PO   | Alvaro Gomez          |
| 15 | NA   | Mikkel Lejbowicz      |
| 16 | BR   | Gustav Ullits         |
| 17 | NA   | Lucas Riisgaard       |
| 18 | PO   | Andreas Maarup Hansen |
| 19 | OB   | Valdemar Montell      |
| 21 | PO   | Mads Skøtt            |
| 22 | PO   | Selim Baskaya         |
| 26 | NA   | Benjamin Riisgaard    |
| 30 | BR   | Oscar Hjorth          |